# Лумас
Лумас (на албански: Lumas) е село в Албания, в община Поградец, област Корча.

## География
Селото е разположено южно от Охридското езеро, до границата със Северна Македония, на около 4 km североизточно от Чърава (Чернево).

## История
До 2015 година селото е част от община Чърава.